# Bathypallenopsis bicuspidata
Bathypallenopsis bicuspidata is een zeespin uit de familie Pallenopsidae. De soort behoort tot het geslacht Bathypallenopsis. Bathypallenopsis bicuspidata werd in 1968 voor het eerst wetenschappelijk beschreven door Stock. 